# قلبي وسيفي (فلم)
قلبي وسيفي فيلم مصري تم إنتاجه عام 1947، من تأليف مصطفى السيد وجمال مدكور إخراج جمال مدكور و بطولة صباح ومحمد البكار.

## قصة الفيلم
طلعت بك مهندس ومقاول كبير، من ذوى الأملاك، صديقه وجاره جلال قائد سلاح الفرسان، يتفقان على خطبة سميحة ابنة جلال إلى منير نجل طلعت، لكن منير يهمل دراسته وينساق وراء اللهو، ويُضبط وهو يغش في الامتحان، يرى طلعت أن صلاح حاله لن يتأتى إلا بإدخاله الجيش، وبالفعل يدخله الجيش حيث المفارقات الهزلية من شاب مستهتر في كيان منظم، يشترك في الدفاع عن الفتاة يصاب برصاصة في إحدى العمليات. في المستشفى يتعرف على سميحة، التي تغير من اخلاقه وتعمل على أصلاحه. يعود إلى الجيش وينصلح حاله ويحوز الشاب على رتب عالية، يرضى عنه أبوه ويوافق على زواجه من الفتاة التي أحبها سميحة التي كانت من أسباب صلاحه ويعد والده وفتاته بمستقبل باهر في الجيش.

## فريق العمل
إخراج: جمال مدكور
تأليف:
- مصطفى السيد
- جمال مدكور

إنتاج: أوبرا فيلم
طاقم العمل:
- صباح
- محمد البكار
- دولت أبيض
- سليمان نجيب
- بشارة واكيم
- لولا صدقي

## روابط خارجية
- قلبي وسيفي على موقع IMDb (الإنجليزية)
- قلبي وسيفي على موقع الدهليز
- قلبي وسيفي على موقع قاعدة بيانات الأفلام العربية